# Psaliodes tolimata
Psaliodes tolimata är en fjärilsart som beskrevs av Paul Dognin 1913. Psaliodes tolimata ingår i släktet Psaliodes och familjen mätare. Inga underarter finns listade i Catalogue of Life.